# Hound Dog Taylor
Theodore Roosevelt „Hound Dog“ Taylor (* 12. April 1915 in Natchez, Mississippi; † 17. Dezember 1975 in Chicago, Illinois) war ein US-amerikanischer Sänger und spielte Piano und Gitarre in den Genres Chicago Blues und Boogie.

## Leben
„Hound Dog“ Taylor wurde mit einer Anomalie geboren: er hatte an jeder Hand einen sechsten, sehr kleinen Finger. Er wuchs um Tchule und Greenwood im Mississippi-Delta auf, wie auch etliche andere schwarze Bluesmusiker (B. B. King, Albert King, John Lee Hooker, Muddy Waters usw.). Seine ersten musikalischen Erfahrungen machte er beim Klavierspielen. Mit der Gitarre fing er erst mit 21 Jahren ernsthaft an. Sein Musikstil wurde stark vom damals aufsteigenden Elmore James geprägt. In seinen Zwanzigern spielte er im Raum Mississippi, wo er unter anderem auch mit Sonny Boy Williamson in der legendären Radiosendung „King Biscuit Time“ zu hören war. Doch Taylor wurde 1942 vom Ku-Klux-Klan aus Mississippi vertrieben, weil er ein Verhältnis mit einer Weißen hatte.
Bis Ende der fünfziger Jahre arbeitete er in Chicago als Elektriker und in anderen Teilzeitjobs. Nebenbei trat er in schwülstigen Nachtbars Süd-Chicagos als Gitarrist auf. „Hound Dog“ nannte man ihn, weil er von Frauen so angetan war und ihnen steppenwölfisch hinterherjagte. In dieser Zeit änderte er seinen bisher klassischen E-Tuning- in einen energischen Bottleneck-Stil. 1957 widmete er sich endgültig nur noch seiner Musikkarriere.
1960 traf er auf den Gitarristen Brewer Phillips. Die beiden wurden Freunde und gründeten die Band The HouseRockers. Mit den ersten Singles wie Baby Is Coming Home, Take Five und Christine stießen sie außerhalb von Chicago aber auf wenig Interesse. 1965 trat der Schlagzeuger Ted Harvey der Band bei. Mit ihm fanden die HouseRockers ihren typisch lauten, harten Bluesakzent mit Taylors rauer Stimme und seinem Slidespiel (Bottleneck) auf billigen japanischen Gitarren sowie Phillips’ Basslinien, die, auf einer Fender Telecaster gespielt, den fehlenden Bass ersetzten.
Bruce Iglauer, später Manager Taylors, bekam die Band 1969 im Chicagoer „Eddie Shaw’s“ erstmals zu hören. Allerdings wollte Iglauers Chef mit Taylor keinen Plattenvertrag abschließen. So ermöglichte Iglauer mit eigener finanzieller Unterstützung 1971 die Veröffentlichung von Taylors erster Platte unter dem Label Alligator Records. Ohne es zu ahnen, begründete er damit das heute weltbekannte Blueslabel. Das Album wurde mit 9.000 verkauften Platten zum Erfolg. Die Singles Give Me Back My Wig und It’s Alright wurden zu den bekanntesten Songs. 1973 kam die zweite Platte Natural Boogie auf den Markt.
Taylor war auf der Höhe seiner Karriere. Doch es kam zwischen den eigentlich gut befreundeten Gitarristen Phillips und Taylor 1975 zu einem handgreiflichen Streit. Auslöser war eine abfällige Bemerkung Phillips’ über Taylors Frau Fredda. Taylor schlug Phillips; infolgedessen erlitt dieser Verletzungen. Kurz danach erkrankte Taylor, ein leidenschaftlicher Raucher, an Lungenkrebs. Seine letzte Bitte war, Phillips zu sprechen. Er vergab Phillips, dem zweiten Gitarristen seiner Band und seinem langjährigen Freund seine Tat am Sterbebett. Theodore Roosevelt Taylor starb im Dezember 1975.
Nach seinem Tod wurde 1976 das letzte Alligator-Album Taylors, Beware of the Dog herausgegeben.
1984 wurde er mit einem Eintrag in die Blues Hall of Fame für seine musikalischen Leistungen honoriert.
Andere Blueskünstler wie Eric Clapton oder Albert King ließen sich von Hound Dog Taylor inspirieren (z. B. für Hideaway). Er gehört zu den Klassikern des elektrischen Blues. Alligator Records veröffentlichte 1998 Hound Dog Taylor – A Tribute, in dem unter anderen Luther Allison, Sonny Landreth, Bob Margolin, Elvin Bishop, George Thorogood und Lil’ Ed and The Blues Imperials Werke Taylors interpretieren.

## Diskographie
- 1971 – Hound Dog Taylor and The HouseRockers	(Alligator)
- 1973 – Natural Boogie (Alligator)
- 1975 – Beware of the Dog (Alligator)
- 1982 – Genuine Houserocking Music (Alligator)
- 1994 – Freddie’s Blues (Wolf)
- 1999 – Deluxe Edition (Alligator)
- 2004 – Release the Hound (P-Vine Records)